# Se (pronombre)
Se es un pronombre personal átono de 3.ª persona del singular y del plural y que puede referirse tanto a masculino como a femenino. Puede tener varios valores, como se ve a continuación.

### SEequivalente a LE o LES (CI)
Ante los pronombres personales de complemento directo lo, la, los, las, el pronombre «le» funciona como complemento indirecto y se sustituye por «se» para evitar la cacofonía (que suene mal).

3

### Sereflexivo (CD o CI)
El pronombre se en este caso significa que el sujeto realiza una acción que recae en sí mismo o en parte de sí mismo, o sea, se es correferente con el sujeto (se refiere a él). Se localiza porque «se» se duplica en a sí mismo, -a, -os, -as. La oración puede ser:
- transitiva reflexiva directa (se funciona como CD): Julio se lava. > Julio se lava a sí mismo.
- transitiva reflexiva indirecta (se funciona como CI): Julio se lava las manos > Julio se lava las manos a sí mismo.

### Serecíproco (CD, CI, CRV)
El pronombre personal se funciona con un sujeto que está en plural (dos o más personas) que hacen una acción y a la vez la reciben. Este tipo de se recíproco se localiza porque la oración admite el refuerzo recíprocamente, mutuamente, el uno al otro… La función que desempeña suele ser la de CD o CI, aunque a veces puede haber casos de C. Rég., como en Los novios se casaron ayer.
- Francisco y Lucía se saludaron en el parque. > Ellos se saludaron el uno al otro.
- María y Carla se escriben a menudo. > Ellas se escriben la una a la otra

### Sedativo ético (DE)
Este se dativo ético es expletivo, es decir, puede eliminarse sin que la oración pierda sentido. Aquí aporta un valor enfático.
- Carlos se comió todo el chorizo.
- Ella se sabe todos los temas del examen.

### Secomo marca sintáctica de pasiva refleja (M. Pas. ref.)
En este tipo de se hay una diferencia muy clara con los anteriores: no se conjuga en todas sus formas, solo en tercera persona del singular y del plural. El sujeto es no animado (o sea, una cosa) y suele situarse al final de la oración. Puede transformarse en una pasiva normal. Debajo de «se» se pone «marca de pasiva refleja» (M. Pas. ref.). El de la pasiva refleja, pues, no tiene propiamente un valor pronominal sino que es una marca sintáctica.
- Se oye el canto de los pájaros. > Es oído el canto de los pájaros (por alguien).
- Se venden pisos. > Pisos son vendidos (por alguien).

### Secomo marca sintáctica de impersonalidad (M. Imp.)
Se reconoce fácilmente: no hay sujeto (en todos los demás sí, sea cosa (en la pasiva refleja y algún tipo del que se analiza junto al verbo), sea persona o animal (como ocurre con los demás). Por otra parte, únicamente está en tercera persona del singular (esto lo diferencia del anterior, que podía estar en 3.ª tanto del singular como del plural). Algunas veces puede llevar un CD que comienza por «a» (Se desprecia a los aborígenes). Este valor impersonal lo analizamos así: M. Imp. (marca de impersonalidad).
- Se come bien aquí.
- Se vive estupendamente en esta ciudad.
- Se aplaudió al equipo.